# ISON
ISON é o álbum de estreia da cantora irani-holandesa Sevdaliza. Foi lançado em 26 de abril de 2017 através da
gravadora Twisted Elegance. A obra recebeu este nome por causa do cometa ISON, um  tipo de cometa rasante; inclui duas canções do segundo extended play da intérprete, Children of Silk (2015), "Amandine Insensible" e "Marilyn Monroe". "Human" foi lançada como single principal em 17 de novembro de 2016, seguida por "Hero" como segundo single em 4 de abril de 2017 e "Hubris" como terceiro single em 12 de abril.
De acordo com Sarah Sitkin, a artista que projetou a capa do álbum, "a capa retrata Sevdaliza como uma mãe para si mesma, para suas vidas passadas e para as 16 canções presentes no álbum." Em 21 de novembro de 2017, veio à luz a reedição digital do ISON contendo uma faixa bônus intitulada "Hear My Pain Heal".

## Lista de faixas
Todas as faixas escritas e compostas por Sevdaliza e produzidas por Mucky e ela mesma, com exceção de "Angel", produzida por Mucky. 
| N.º            | Título                  | Duração |  |
| 1.             | "Shahmaran"             | 5:04    |  |
| 2.             | "Libertine"             | 3:49    |  |
| 3.             | "Marilyn Monroe"        | 3:29    |  |
| 4.             | "Hubris"                | 4:05    |  |
| 5.             | "Amandine Insensible"   | 4:14    |  |
| 6.             | "Hero"                  | 3:59    |  |
| 7.             | "Scarlette"             | 3:12    |  |
| 8.             | "Bluecid"               | 4:29    |  |
| 9.             | "Loves Way"             | 6:54    |  |
| 10.            | "Human"                 | 3:12    |  |
| 11.            | "Do You Feel Real"      | 2:29    |  |
| 12.            | "The Language of Limbo" | 3:47    |  |
| 13.            | "Replaceable"           | 3:54    |  |
| 14.            | "Grace"                 | 3:56    |  |
| 15.            | "When I Reside"         | 2:19    |  |
| 16.            | "Angel"                 | 7:03    |  |
| Duração total: | Duração total:          | 65:55   |  |

| Faixa bônus    |                     |         |  |
| N.º            | Título              | Duração |  |
| 17.            | "Hear My Pain Heal" | 3:57    |  |
| Duração total: | Duração total:      | 69:52   |  |